# Karymskaja Sopka

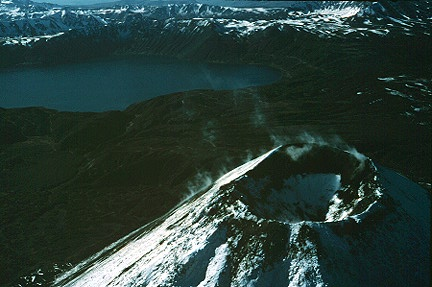
Top van de vulkaan

De Karymskaja Sopka (Russisch: Карымская сопка) of Karymski (Карымский) is een stratovulkaan met een symmetrische kegel in het Centraal Gebergte van het Russische schiereiland Kamtsjatka, gelegen op ongeveer 120 kilometer ten noorden van de stad Petropavlovsk-Kamtsjatski. Het is de actiefste van de oostelijke vulkanische gordel op het schiereiland.
Een groot deel van de kegel wordt overdekt door lavastromen van nog geen 200 jaar oud. De as bestaat uit een complex van andesiet en daciet.

## Ontstaan
De vulkaan werd gevormd in een caldera met een diameter van 5 bij 6,5 kilometer (12 km²) en een hoogte van 50 tot 150 meter, die rond 6600 v. Chr. (C14) ontstond (uitbarsting met een kracht van VEI=6) aan het begin van het Holoceen in een overlappend calderasysteem. Bij deze uitbarsting werd 13 tot 16 km³ ryodaciet en daciet uitgestoten. Aan de zuidzijde van de Karymskaja Sopka bevindt zich een oude caldera genaamd Akademia Naoek (ongeveer 40.000 jaar oud) en in het noorden een oude vulkaan genaamd Dvor. De laatste is gedeeltelijk overdekt met overblijfselen van de oude Kaymskaja Sopka, die werd verwoest bij het ontstaan van de caldera.

## Uitbarstingsgeschiedenis
De nieuwe Karymskaja Sopka ontstond rond 4150 v. Chr., ongeveer 2000 jaar na de vorming van de caldera tijdens een explosieve periode. Tussen ongeveer 4100 tot 2100 v. Chr. en 2300 tot 800 v. Chr. vertoonde de vulkaan veel activiteit en stootte vooral basalt-andesiet en daciet materiaal uit. Daarop volgde een rustige periode van ongeveer 2300 jaar, gevolgd door een nieuwe periode van activiteit, die ongeveer 500 jaar geleden begon. De vulkaan is sindsdien constant actief geweest met ten minste 30 uitbarstingen sinds 1852. Uitbarstingen in het verleden kenden een matige explosieve activiteit (tot VEI=3) en deden van tijd tot tijd lavastromen ontstaan vanuit de krater.
De uitbarsting van 1970 begon op 11 mei en eindigde op 11 oktober 1982. Tijdens deze periode was de vulkaan met name actief in april 1976, toen gemiddeld 60 tot 80 explosies per dag plaatsvonden. Sindsdien zijn er nog twee fasen van activiteit geweest tussen 2 januari 1996 en (ongeveer) 20 december 2000 en tussen 15 november 2001 en (ongeveer) 17 november 2007.
In de caldera van de oude vulkaan Akademia Naoek bevindt zich het 3,5 kilometer brede en 70 meter diepe Karymskojemeer, waar op 2 januari 1996 tegelijk met de Karymskaja Sopka een krachtige onderwaterexplosie plaatsvond, waardoor bijna al het leven in het meer uitstierf. Dit was een van de cataclysmische gebeurtenissen op Kamtsjatka van de laatste 10.000 jaar.